# Cheissoux
Cheissoux, okzitanisch Chaisson la Chapèla, ist eine französische Gemeinde im Département Haute-Vienne in der Region Nouvelle-Aquitaine. Sie gehört zum Arrondissement Limoges, zum Kanton Eymoutiers und ist Mitglied des  Gemeindeverbandes Portes de Vassivière.
Das Gemeindegebiet liegt im Regionalen Naturpark Millevaches en Limousin. Cheissoux grenzt im Norden an Auriat, im Nordosten an Saint-Moreil, im Osten an Saint-Julien-le-Petit, im Süden an Bujaleuf und im Westen an Champnétery. Die Maulde passiert die Gemeindegemarkung an deren südöstlichstem Punkt. Die Bewohner nennen sich Cheissounauds oder Cheissounaudes.

## Bevölkerungsentwicklung
| Jahr      | 1962 | 1968 | 1975 | 1982 | 1990 | 1999 | 2008 | 2013 |
| --------- | ---- | ---- | ---- | ---- | ---- | ---- | ---- | ---- |
| Einwohner | 287  | 261  | 259  | 210  | 192  | 209  | 201  | 185  |

## Sehenswürdigkeiten
- Flurkreuz, Monument historique
- Kirche Nativité-de la-Vierge, ebenfalls ein Monument historique

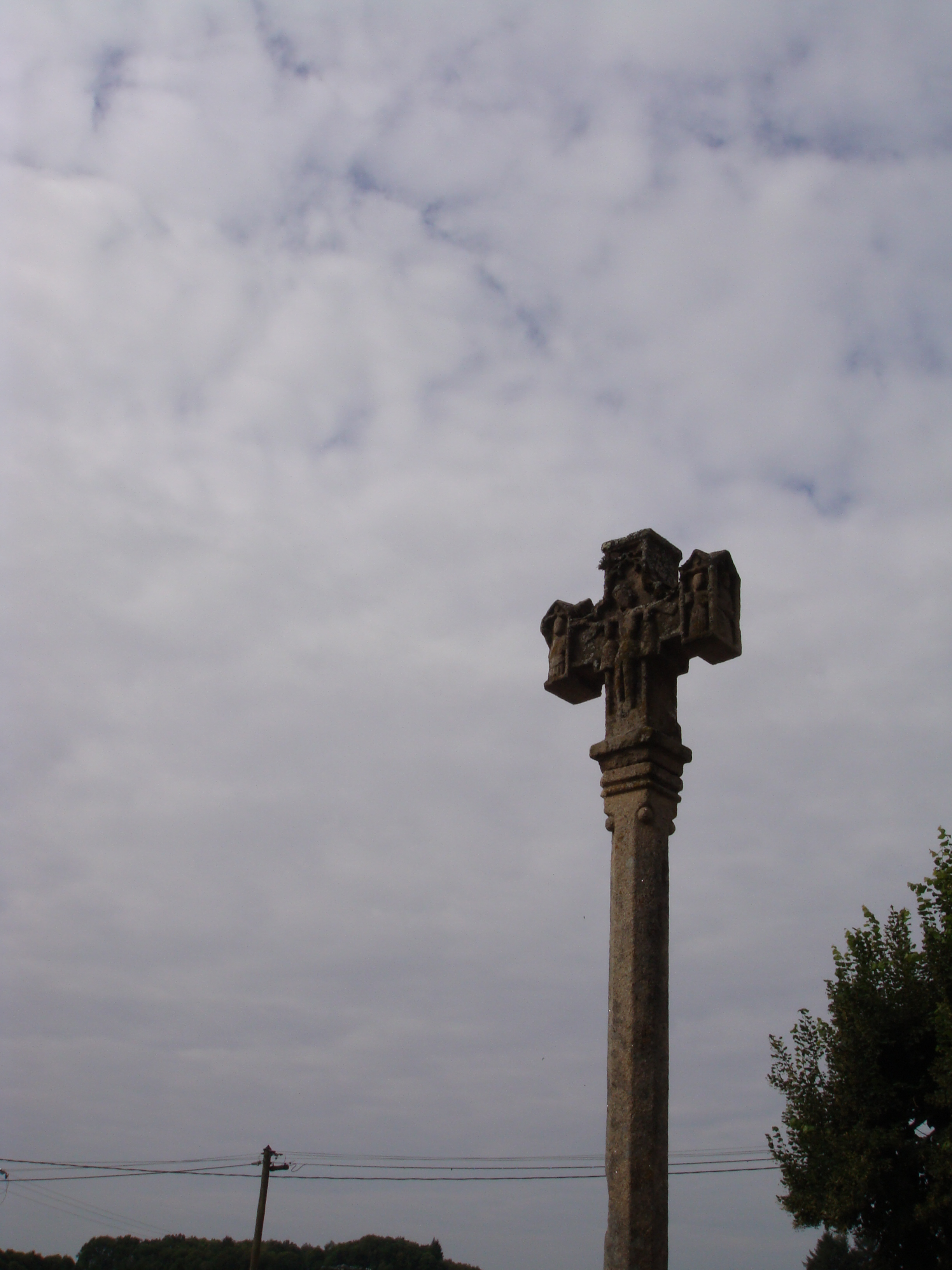
Flurkreuz
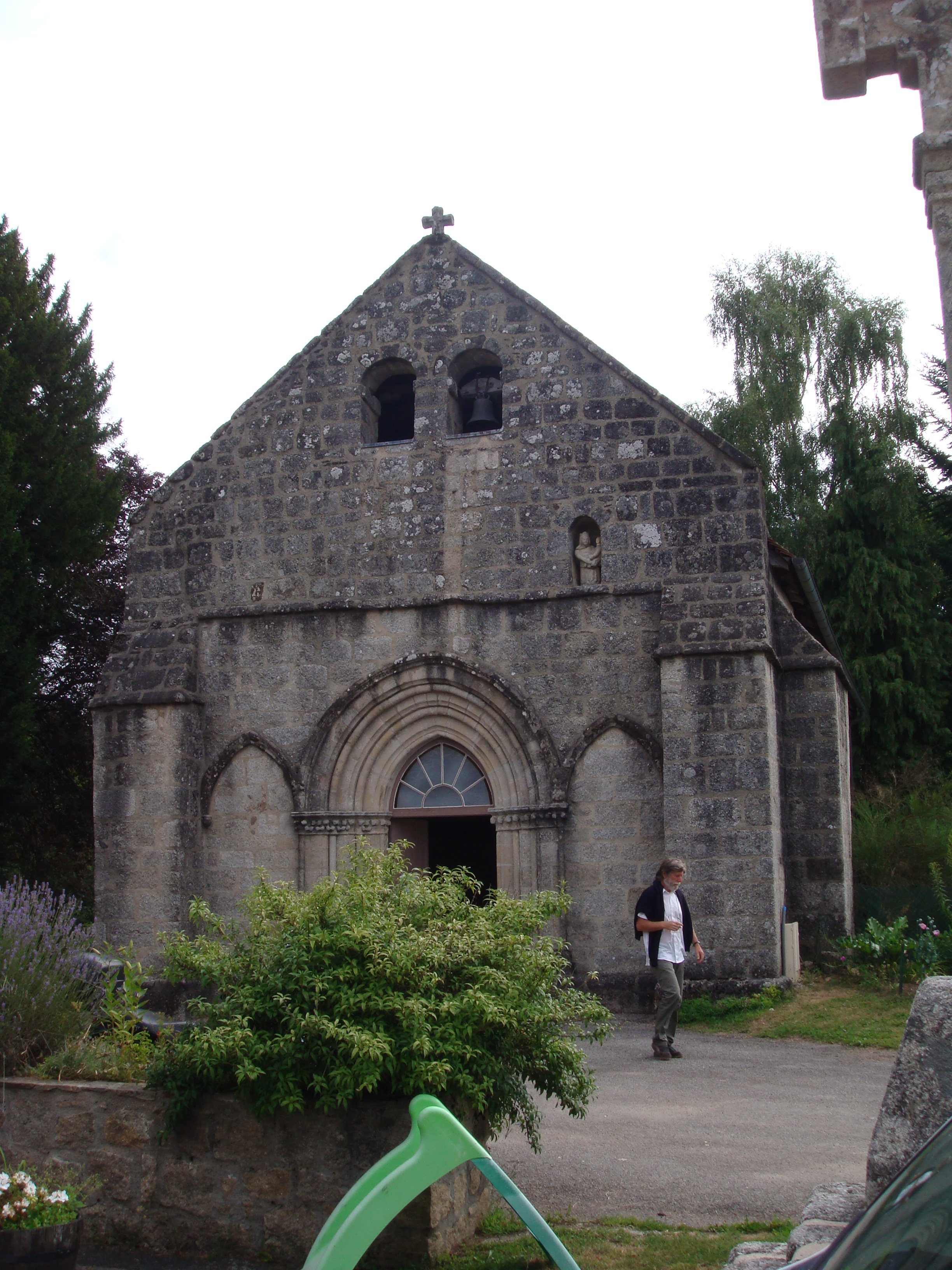
Kirche Nativité-de la-Vierge